# Igor Večerina
Igor Večerina (Rijeka, 25. siječnja 1966. – 16. studenoga 2018.), hrvatski pjesnik, konceptualni umjetnik, glazbenik i novinar.
Autor je stiha Grad koji teče, opće prihvaćene fraze koja je postala sinonim grada Rijeke.

## Životopis
Rođen je u Dragi, predgrađu Rijeke u kojem je došao u doticaj s čakavšćinom. Pohađao je srednju Građevinsku školu u Rijeci i apsolvirao je hrvatski jezik i književnost na Pedagoškom fakultetu u Rijeci 1992. godine.
Stvaranjem riječka underground scene u 1980-im godinama u kojoj surađuje s punk bendovima Prvoga vala (Termiti, Paraf, Mrtvi kanal) svirajući udaraljke i pišući tekstove, nastupajući na koncertima u Rijeci, Puli, Zagrebu, Labinu. Bio je među vodećim članovima supkulture koja je ušla u glazbene antologije.
Početkom 1990.-ih bio je voditelj na Svid radiju, Radiju PortoRe, a na Radio Rijeci je uređivao emisije o techno-rave kulturi. Bio je suradnik Nedjeljne Dalmacije, pisao je osvrte za književne časopise, novine i radio. Intervjuirao je poznatog pjevača Iggyja Popa; pisca kritičara kao i slikara Williama Burroughsa u Amsterdamu.[nedostaje izvor]
Kao tekstopisac surađivao je s nekoliko pop – rock grupa i autora: Fiume, Let 3, Urban & 4, Arsenom Dedićem, Radom Šerbedžijom, Branimirom Štulićem, Sulud 3. U njegovoj organizaciji u Rijeci je održao nastup slavni violinist R. Bleininger, kao i slovenska grupa Laibach.[nedostaje izvor]
Okušao se i u slikarstvu. Slike su mu uvijek bile popraćene stihovima, a nagrađen je na natjecanju za vizualne interpretacije u Višnjanu.[nedostaje izvor]
Vodio je programe u alternativnom klubu Quorum, a pokrenuo je i svoj klub XTC jedinstven po isključivo techno – rave glazbi.  S glazbenikom Sinišom Vukotićem i slikarom Klasom Grdićem 1990. godine pokreće umjetničku organizaciju Poet teatar i zajednički započinju održavati tzv. poetske mise (Poet Mass) u vidu raznih glazbeno – scenskih – poetskih performansa i nastupa. Najpoznatiji performans bio je Urania (Uran i ja). Tijekom 1990.-ih nastupali su u Kazalištu mladih u Zagrebu, Klub B52 u Ljubljani, te u Operi, Palachu, Malom i Velikom Quorumu u Rijeci,Labinu, Pazinu, na Ljetnoj pozornici u Opatiji itd.
Godine 1990. izlazi njegova prva zbirka pjesama pod nazivom Rubnik, tzv. samoizdata zbirka koja opisuje njegov život na rubu koji ga obilježava do kraja života. Već na prvoj promociji daje do znanja da slušatelja treba „napasti" svim osjetilima pa zbirku promovira uz muziku, pomno smišljenu scenografiju (koju je tih godina radio Goran Gus Nemarnik) i naravno pročitanu poeziju. Prvi u Hrvatskoj snima audio knjigu jer je shvatio da poeziju treba promicati na razne načine, kroz razne multimedijalne izričaje čime opravdava svoju inovativnost.
Druga zbirka pjesama Gruv, Poet teatar, Rijeka izlazi 1990. i u njoj se nalaze i radovi pisani na konstruiranom, tzv. sebejskom jeziku. Sebejski jezik se provlači do kraja njegovog stvaralaštva. 
S Poet teatrom 1993. godine izvodi najpoznatiji Performans Urania u kojem uz Sinišu Vukotića (muzika) i Klasa Grdića (scenografija) surađuje s grupom Let 3. Zbirka I psi i ptice (Naklada MD) izlazi 1996. godine. 
Zbirka Dvojina: Svećenik Žudnje, (Adamić) izlazi iz tiska 2000. godine. Borivoj Radaković piše predgovor i ističe kako Igor Večerina ima osebujan poetski izraz rođen iz „grube prakse" živog obraćanja neposrednom recipijentu, što podrazumijeva izravan udar na slušaćeve / čitateljeve emocije i izvodi odličnu derivaciju: „ Pogledaj me / dodirni se" i tako se opet vraćamo na pjesnikovu suštinu napadanja na sva čula kako bi se pjesma zaista osjetila i prožela.
Od 12. do 23. studenoga 2001. sudjelovao je na novinarskoj radionici u Sofiji (Magazine Programmes Workshop, Media Development center).
U suradnji s O.Š.Sulud III 2000. i 2003. godine sudjeluje na festivalu Bale – Vale (festival su pokrenuli Branko Cerovac i Igor Zlobec). Večerina i Radaković nastupaju 2000. u Gavelli. S piscem Irvinom Wellshom odlaze i na FAK – festival Festival Alternativne Kulture u Mariboru.
Godine 2001. Večerina u studiju snima u suradnji s MC Buffalom, Pol' Tone Rappa i tako se uspješno okušava u još jednom glazbenom žanru repajući svoju modernu čakavšćinu. Prvi i jedini Večerinin roman Dva ( Manufaktura ) u kojem piše o narkomaniji, bludu i krim miljeu izlazi 2004. godine. Iste godine sudjeluje na velikoj izložbi Much too Much na UP u Zagrebu, u suradnji sa Zlobecsport Gallery. U izdanju MMC-a objavljen je katalog Poet tatra; te postavljena izložba u OKC – Palach. U suradnji s E.Šabanovićem i I. Medoševićem snimljen je performans vezan uz tematiku romana, kao i CD koji je bio priložen uz knjigu. 
Sudjelovao je 2006. u programu „ Nova riječka scena „ u Dubrovniku. Slektor i kustos za program performansa bio je Branko Cerovac. Između 2000. i 2008. godine bio je angažiran na promociji i publikaciji u MMSU i OKC – u Palach.
U sklopu književnog projekta boravio je na Golom otoku, a bio je aktivan i u zbivanjima Liburnija film festivala u Opatiji. Godine 2013.formira se Ri Lit ( skupina riječkih književnika ) s ciljem intenziviranja književnog stvaralaštva kojoj se Večerina pridružuje 2014. godine čitajući svoju poeziju.
Sudjeluje u multimedijskom konceptualnom projektu Marije Štrajh 'Metafizika krvi 21. siječnja 2014.
U RI HUBU –u se 27. listopada 2016.održao festival Na rubu ( subversive art performance ) u kojemu Igor Večerina čita svoju poeziju, a zatim u teatru NovaRi (Predraga Kraljevića) nastavlja s nastupima u Grožnjanu, Malom Lošinju itd. S Ppredragom Kraljevićem – Kraljem 2017. nastupa i čita poeziju u performansu Kraljeve Neonijanse autorice Marije Štrajh.
Iste, 2017. godine godine Večerina nastupa u Dnevnom Boravku predstavljajući zbirku Srh, koja je bila u pripremi za tisak te u sklopu festivala Vrisak, predstavlja se kao član raznih riječkih bendova, između ostalog i benda Tung Fang Binguan.
Zbirka Srh ( Poet teatar ), zadnja njegova zbirka pjesama i kratkih priča izlazi 2018. godine. Ilustracije u zbirci potpisuju Klas Grdić i Tomislav Ćurković.
Igor Večerina definira se kao urbani pjesnik, pjesnik s asfalta koji je svjedočio svoju umjetnost od krčme do kazališta, uz poznate i nepoznate izvođače s najvećom željom : „da čita nečitačima“ i da poeziju približi raznovrsnoj publici.

## Knjige
Objavio je knjige 'Rubnik' Poet teatar, Rijeka, 1990., 'Gruv', Poet teatar, Rijeka, 1992., 'Urania', Poet teatar Rijeka, 1993., 'I psi i ptice', Naklada MD, Zagreb, 1996., 'Dvojina: svećenik žudnje', Adamić, Rijeka, 2000., DVA 2004., Srh 2018.